# Bill Newton Dunn
William (Bill) Newton Dunn (ur. 3 października 1941 w Greywell) – brytyjski polityk, poseł do Parlamentu Europejskiego I, II, III, V, VI, VII i IX kadencji.

## Życiorys
Absolwent Marlborough College w Wiltshire, ukończył następnie studia z zakresu fizyki i chemii w Gonville and Caius College na Uniwersytecie Cambridge. Od 1963 do 1979 pracował w branży przemysłowej.
Od 1979 do 1994 sprawował mandat posła do Parlamentu Europejskiego z ramienia Partii Konserwatywnej z okręgu Lincolnshire. W 1999 powrócił do Europarlamentu po pięcioletniej przerwie, rok później opuścił torysów, przechodząc do Liberalnych Demokratów. Z listy LD w 2004 i 2009 skutecznie ubiegał się o reelekcję. W VII kadencji przystąpił ponownie wraz z liberałami do grupy Porozumienia Liberałów i Demokratów na rzecz Europy, został członkiem Komisji Rozwoju, prezydium grupy ALDE i kwestorem PE. Mandat europosła sprawował do 2014, odnowił go po kolejnej pięcioletniej przerwie w 2019. Rok wcześnie wybrany na radnego London Borough of Richmond upon Thames.